# フェラーリ・250GTE
フェラーリ・250GTEは、イタリアの自動車メーカー、フェラーリが1960年から1963年に生産した自動車である。

## 概要
フェラーリ250シリーズ唯一の2+2、フェラーリ量産モデルとして企画され、1960年10月のモンディアル・ド・ロトモビルで発表された。250GTEの誕生によりフェラーリの生産台数は増え、改良を重ねて3種のシリーズが生産され生産台数は1000台に達した。
エンジンはフェラーリ・250GTOと共通のティーポ128E。圧縮比を8.8に落とし240馬力にデチューンしたもので、当時は世界最速の2+2モデルだった。